# Jean-François Jodar
Jean-François Jodar (* 2. Dezember 1949 in Montereau-Fault-Yonne) ist ein ehemaliger französischer Fußballspieler und aktuell -trainer.

## Spielerkarriere

### In seinen Vereinen
Jean-François Jodar kam 1967 von einem Amateurverein seiner Geburtsstadt zum Zweitligisten Stade Reims, wo er, anfangs noch 17-jährig, bereits ein Dutzend Punktspiele in seiner Debütsaison bestritt. Daneben stieß er mit der A-Jugend der Rot-Weißen bis ins Endspiel um die Coupe Gambardella vor, in dem er als Mittelstürmer zwei Treffer erzielte. Auch in der U-18-Nationalelf kam er regelmäßig zum Einsatz; mit dieser stand er 1968 im Finale der Junioren-Europameisterschaft. In der folgenden Spielzeit wurde er auch bei den Herren zum Stammspieler und erzielte dabei sieben Treffer. 1970 kehrte Stade Reims in die erste Division zurück, und der flexibel einsetzbare, auch zuvor schon häufig im Mittelfeld agierende, aufgrund seiner Athletik durchsetzungsfähige Jodar kam zunehmend als Abwehrspieler zum Einsatz. Mit Delio Onnis, Georges Lech und Carlos Bianchi hatte der Verein in diesen Jahren ohnedies erfolgreichere Torjäger in seinem Aufgebot. Dennoch waren mit Reims keine nationalen Titel zu gewinnen; zwar schloss die Elf aus der Champagne bis 1975 zumeist auf einem einstelligen Tabellenplatz ab, aber der beste Rang blieb ein sechster Platz in der Saison 1973/74.
1975 verpflichtete der Dritte der Vorsaison, Olympique Lyon, Jean-François Jodar. Aber auch an der Rhône lief es in den folgenden vier Jahren – und trotz wiederum renommierter Mitspieler wie Bernard Lacombe, Aimé Jacquet und seinem Mannschaftskameraden beim europäischen Juniorenturnier 1968, Serge Chiesa – in der Meisterschaft eher mittelmäßig: erneut war ein sechster Rang in der Abschlusstabelle (1977) die beste Platzierung, und zweimal (1976 und 1978) entging Jodar mit Lyon sogar nur knapp dem Abstieg. Dafür stieß er im Landespokal in der Saison 1975/76 sogar bis ins Endspiel vor, das dann allerdings von Olympique Marseille mit 2:0 gewonnen wurde. In derselben Saison kam Jodar auch zu seinen ersten beiden Einsätzen in einem Europapokalwettbewerb, als Lyon gegen den FC Brügge bereits in der ersten UEFA-Cup-Runde nach 4:3 (dabei ein Jodar-Tor) und 0:3 ausschied.
1979 kam Jodar zu dem amtierenden französischen Meister Racing Strasbourg. Gleich seine erste Saison im Elsass endete mit Rang 5 und somit der besten Meisterschaftsplatzierung seiner gesamten Spielerlaufbahn. Auch im europäischen Meisterwettbewerb kam die Elf von Trainer Gilbert Gress, in der Jodar u. a. an der Seite von Dominique Dropsy und Jacques Novi sowie seines ehemaligen Reimser Mitspielers Carlos Bianchi auflief, relativ weit. Nach einem klaren Erfolg gegen Start Kristiansand (2:1, 4:0) und einem knapperen gegen Dukla Prag (0:1, 2:0 n. V.) war im Viertelfinale die Hürde Ajax Amsterdam allerdings nicht zu überwinden (0:0, 0:4).
Nach vier Jahren bei Strasbourg nahm er das Angebot an, beim Zweitdivisionär Entente Montceau als Spielertrainer zu arbeiten. Die erste dortige Saison endete allerdings mit dem Abstieg der von Jodar betreuten Elf, woraufhin sich dieser ausschließlich auf die Trainerarbeit konzentrierte.
Spielerstationen
- bis 1967 ASA de Montereau
- 1967–1975 Stade de Reims (bis 1970 in D2)
- 1975–1979 Olympique Lyonnais
- 1979–1983 Racing Club de Strasbourg
- 1983/84 Entente de Montceau (in D2, als Spielertrainer)

### In der Nationalmannschaft
Zwischen Juni 1972 und April 1975 bestritt der ehemalige Junioren-Vizeeuropameister Jean-François Jodar sechs A-Länderspiele für Frankreich, in denen ihm auch ein Treffer gelang. Nationaltrainer Georges Boulogne und dessen Nachfolger Ștefan Kovács stellten ihn dabei stets auf der rechten Abwehrseite auf; auf dieser Position hatte er allerdings in Raymond Domenech, Gérard Janvion und Christian Lopez drei starke Konkurrenten. Im Herbst 1974 kam Jodar auch bei zwei Qualifikationsspielen zur Europameisterschaft 1976 zum Einsatz, nämlich dem 1:2 bei den „Roten Teufeln“ und dem 2:2 gegen die DDR-Auswahl. Beim 2:0-Auswärtssieg im Freundschaftsspiel gegen Polen erzielte der Verteidiger mit einer Volleyabnahme von der Strafraumgrenze den Treffer zum 2:0.

## Trainertätigkeiten
Jodar blieb zunächst beim inzwischen in FC Montceau umbenannten Drittligisten und führte ihn schon am Ende der ersten Saison in die zweite Liga zurück. 1987 machte der französische Verband ihn zum Assistenztrainer Henri Michels bei der A-Nationalmannschaft; als Mitglied des Nationaltrainerstabes, der Direction Technique Nationale (DTN), war er zudem bis 2002 für die älteren Jahrgänge der Jugendnationalmannschaften verantwortlich. Jodar, den zwei seiner früheren Vereinscoaches in seiner eigenen Trainerphilosophie besonders geprägt haben, nämlich der erfahrene Lucien Leduc bei Reims und der junge Aimé Jacquet in Lyon, wurde 1997 mit der U-19 Europa- und 2001 mit der U-17 Weltmeister. Von 2002 bis 2006 war er der Hauptverantwortliche für die Junioren- bzw. die A-Nationalelf der Vereinten Arabischen Emirate, anschließend drei Jahre lang Cheftrainer in Mali, deren A-Mannschaft er 2008 auch bei der Endrunde der Afrikameisterschaft betreute.
Ende 2009 kehrte er in den Vereinsfußball zurück; seine beiden halbjährigen Engagements bei den marokkanischen Erstligisten HUS Agadir und MA Tétouan wurden allerdings nicht von zählbaren Erfolgen gekrönt; bei Tétouan wurde Jean-François Jodar am Jahresende 2010 entlassen, weil die Mannschaft nur auf einem Mittelfeldplatz rangierte.
Trainerstationen
- 1984–1987 FC Montceau (1984/85 in D3, danach D2)
- 1987–1998 Co-Trainer der französischen Fußballnationalmannschaft
- 1988–1999 Französische U-17 und U-19
- 1999–2002 Französische U-17
- 2002–2003 U-20 der Vereinigten Arabischen Emirate
- 2004–2006 A-Nationalmannschaft der Vereinigten Arabischen Emirate
- 2006–2009 Malische A-Nationalmannschaft
- Dezember 2009–Mai 2010 Hassania US d’Agadir
- Mai 2010–Dezember 2010 Maghreb Athlétic de Tétouan

## Palmarès
als Spieler
- Finalist der französischen A-Jugend-Meisterschaft: 1968
- Finalist der A-Jugend-Europameisterschaft: 1968
- Französischer Pokalfinalist: 1976
- 6 A-Länderspiele (1 Tor)
- 8 Europapokalspiele (1 Tor)
- 421 Spiele (16 Treffer) in der Division 1, davon 156/13 für Reims, 134/2 für Lyon, 131/1 für Strasbourg[8]

als Trainer
- U-19-Europameister: 1997
- U-17-Weltmeister: 2001
- Teilnahme an der Afrikameisterschaft: 2008

Andere Auszeichnungen
- „Monterelais des Jahres“: 2000